# Aureil
 Aureil  (en occitano Aurèlh) es una población y comuna francesa, en la región de Lemosín, departamento de Alto Vienne, en el distrito de Limoges y cantón de Limoges-Panazol.

## Demografía
| 360 | 317 | 465 | 597 | 707 | 777 | 877 |
| Para los censos de 1962 a 1999 la población legal corresponde a la población sin duplicidades (Fuente: INSEE [Consultar]) |     |     |     |     |     |     |